# ミゲル・アンジェロ・ルピ
ミゲル・アンジェロ・ルピ（Miguel Ângelo Lupi、1828年5月8日 - 1883年2月26日）はポルトガルの画家である。肖像画や歴史画を描いた。リスボン王立美術アカデミー(Academia Real de Belas-Artes)の教授も務めた。

## 略歴
リスボンでイタリアからの移民の息子に生まれた。早くから美術の才能を示し、1841年からリスボンの美術アカデミーに入学し、アントニオ・マヌエル・ダ・フォンセカ（1796-1890）に学んだ。
1848年に美術アカデミーを卒業したが、画家では十分な収入が得られないので、国立印刷局の役人となり、経理係として働きながら絵を描いた。1851年にポルトガル領アンゴラの財務事務所に 異動し、現在のアンゴラの街、ルアンダで2年間過ごした。
1855年にポルトにある財務省で「Aspirante de 2.」に昇進するが、宮廷の仕事に移り1859年に宮廷の事務職に就いた 。職務で宮廷に飾る国王ペドロ5世の肖像画を描き、画家としての道が開かれることになった。奨学金が与えられ、イタリアに留学することができた 。1560年から1563年の間、イタリアに滞在し、巨匠の作品を模写するなどして修行した。
ポルトガルに戻った後、王立美術アカデミー(Academia Real de Belas-Artes)に改名されたリスボンの美術アカデミーの教授候補となり、1864年から教師として働いた。パリにアカデミーの仕事で滞在し帰国後、歴史画の教授となり、アカデミーの改革に尽力した 。

## 作品

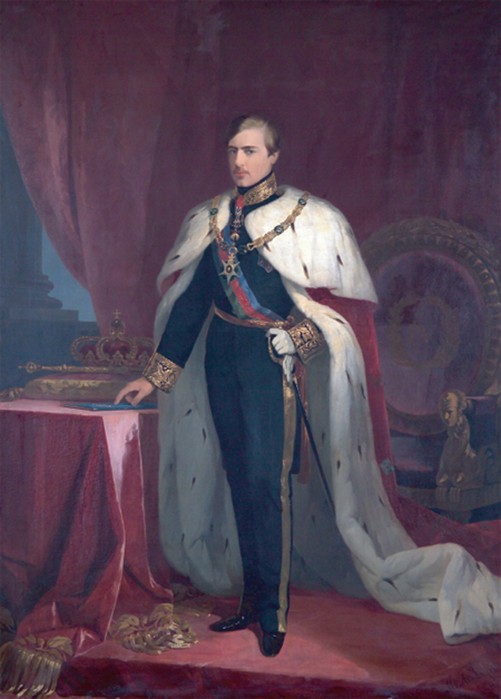
ペドロ5世 (ポルトガル王)
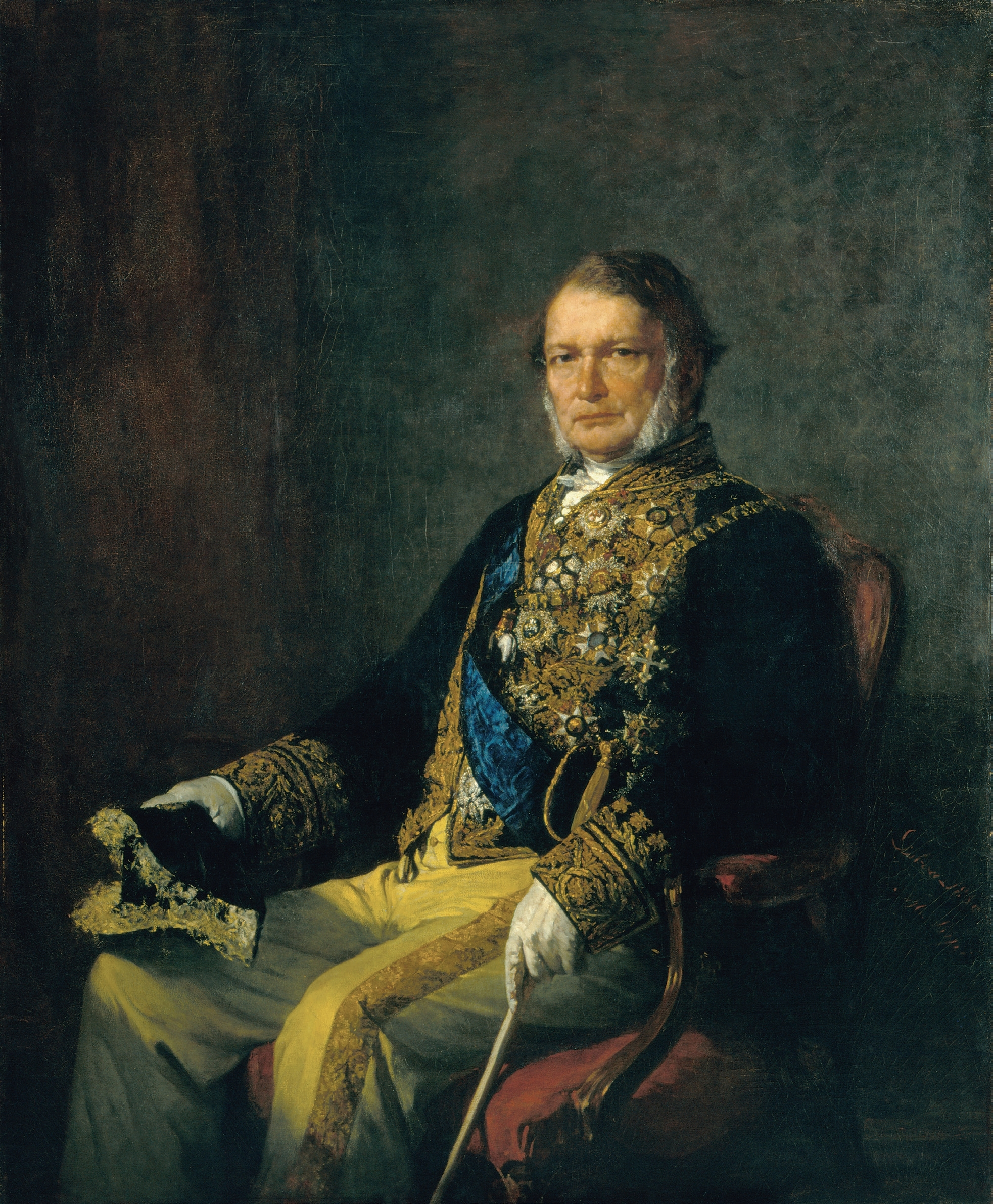
António José de Ávila
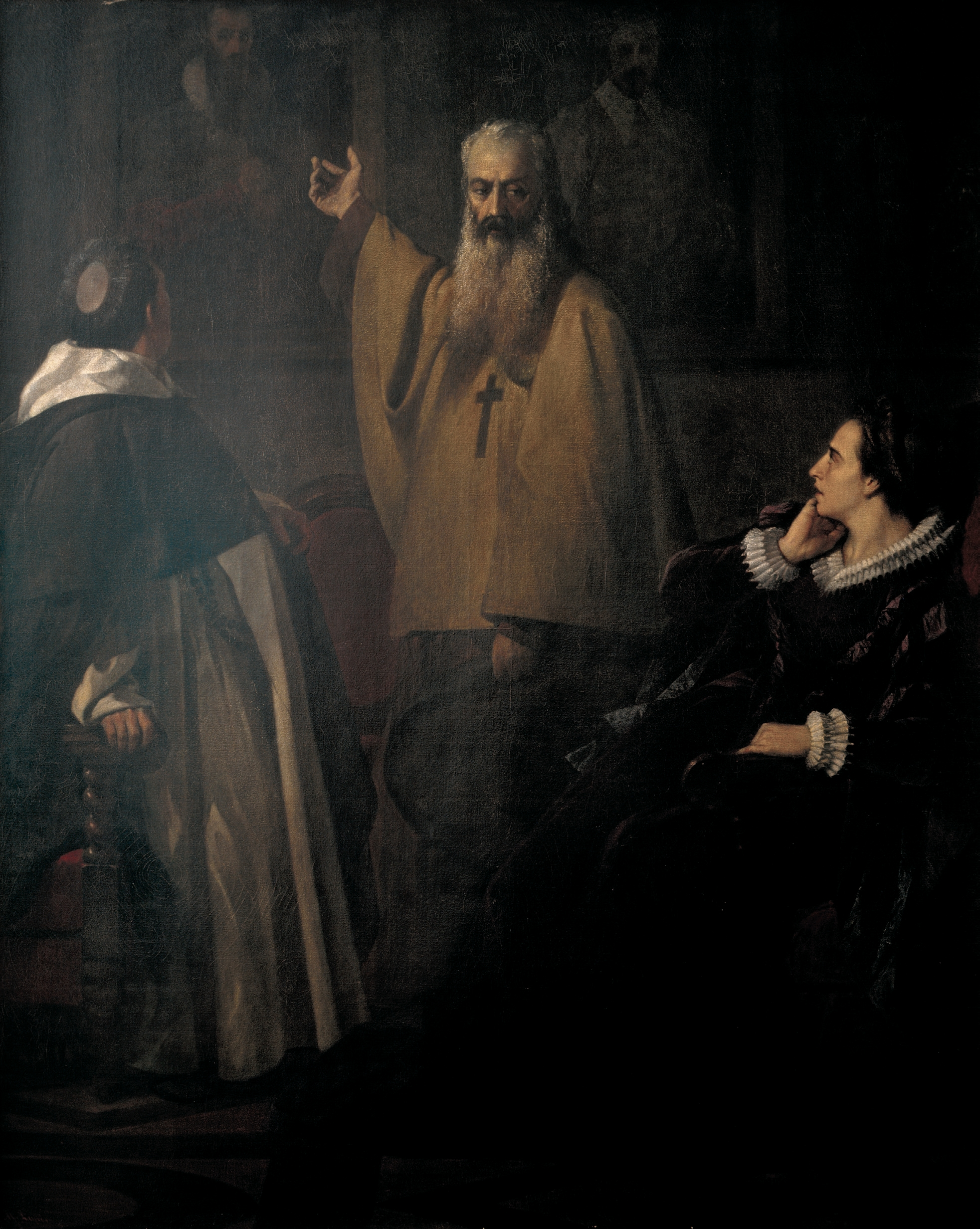
アルメイダ・ガレットの劇の場面
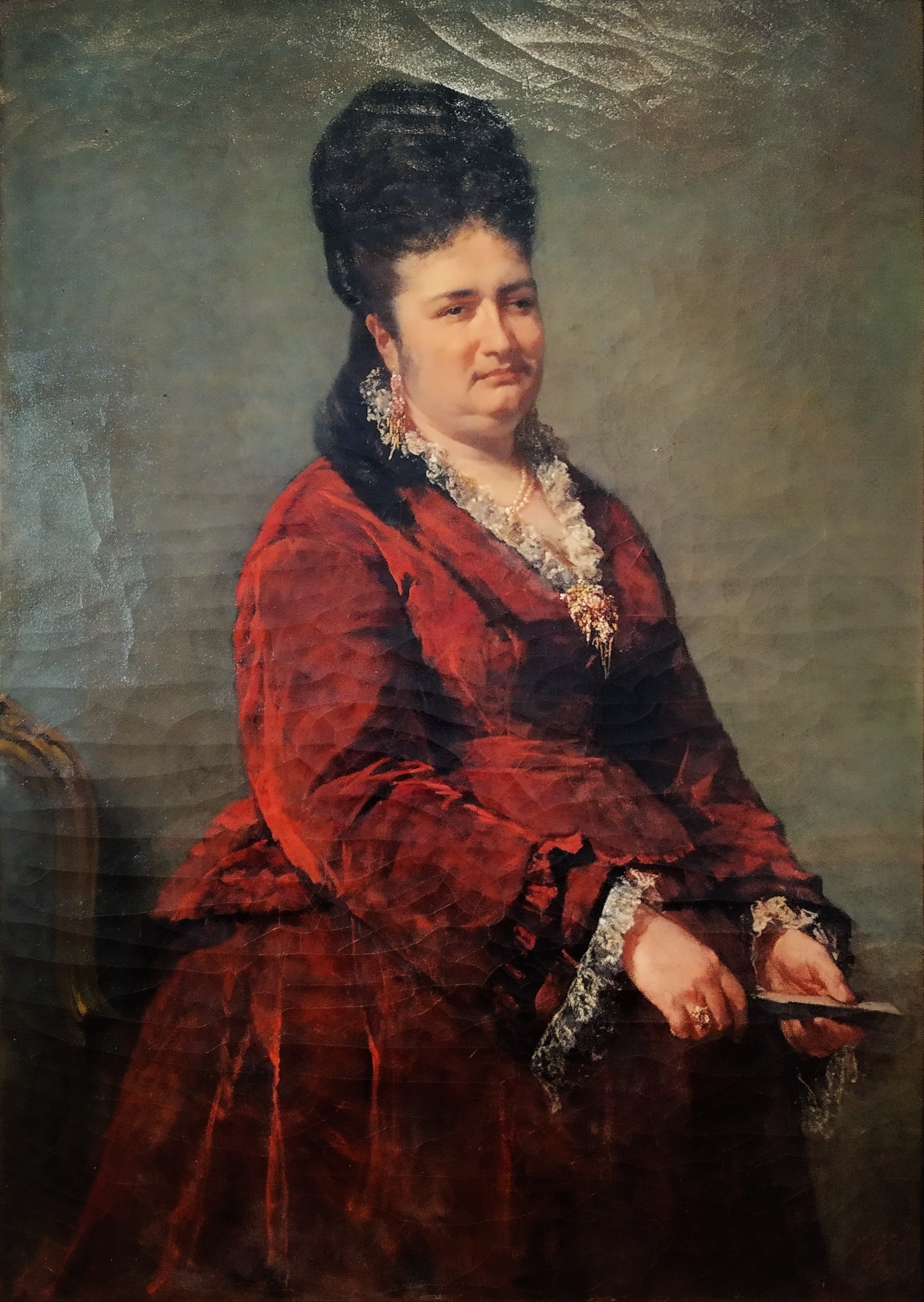
ジェラス・ド・リマ伯爵夫人の肖像

## 関連文献
- Maria de Aires Silveira, Cristina Azevedo Tavares and Adelaide Ginga Tchen, Miguel Ângelo Lupi, Museu do Chiado, Lisbon, IPM, 2002 ISBN 972-776-124-0